# Sideritis montserratiana
Sideritis montserratiana là một loài thực vật có hoa trong họ Hoa môi. Loài này được Stübing & al. miêu tả khoa học đầu tiên năm 1994.